# 圣阿尔班德沃尔塞尔
圣阿尔班-德沃尔塞尔（法語：Saint-Albin-de-Vaulserre，法語發音：[sɛ̃.t‿albɛ̃ də volsɛʁ]）是法国伊泽尔省的一个市镇，位于该省北部，属于拉图尔迪潘区。

## 地理
圣阿尔班-德沃尔塞尔（45°30'17"N, 5°42'9"E）面积4.99 平方千米，位于法国奥弗涅-罗讷-阿尔卑斯大区伊泽尔省，该省份为法国东南部内陆省份，北起顺时针与安省、萨瓦省、上阿尔卑斯省、德龙省、阿尔代什省、卢瓦尔省和罗讷省。
与圣阿尔班-德沃尔塞尔接壤的市镇（或旧市镇、城区）包括：圣马丹德沃尔塞尔、多梅桑、瓦桑、圣贝龙、圣比埃伊、圣让达沃拉讷。
圣阿尔班-德沃尔塞尔的时区为UTC+01:00、UTC+02:00（夏令时）。

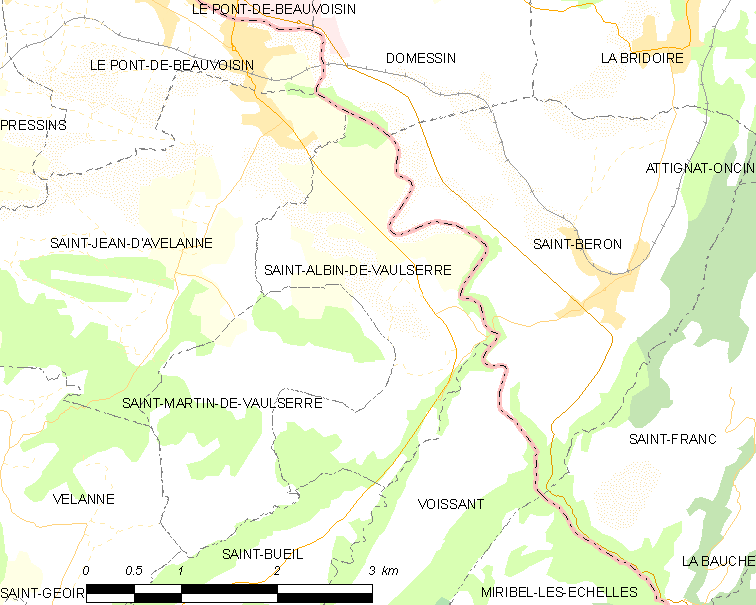
圣阿尔班-德沃尔塞尔的OSM定位图

## 行政
圣阿尔班-德沃尔塞尔的邮政编码为38480，INSEE市镇编码为38354。

## 政治
圣阿尔班-德沃尔塞尔所属的省级选区为沙特勒斯-吉耶县。

## 人口

1962-2008年间圣阿尔班-德沃尔塞尔人口变化图示

圣阿尔班-德沃尔塞尔于2022年1月1日时的人口数量为421人。